# Василівка (місто)
Васи́лівка — місто в Україні, адміністративний центр Василівського району та однойменної міської громади Запорізької області. Населення: 13 683 (2016). Засноване 1784 року, статус міста — з 1957 року.

## Географія

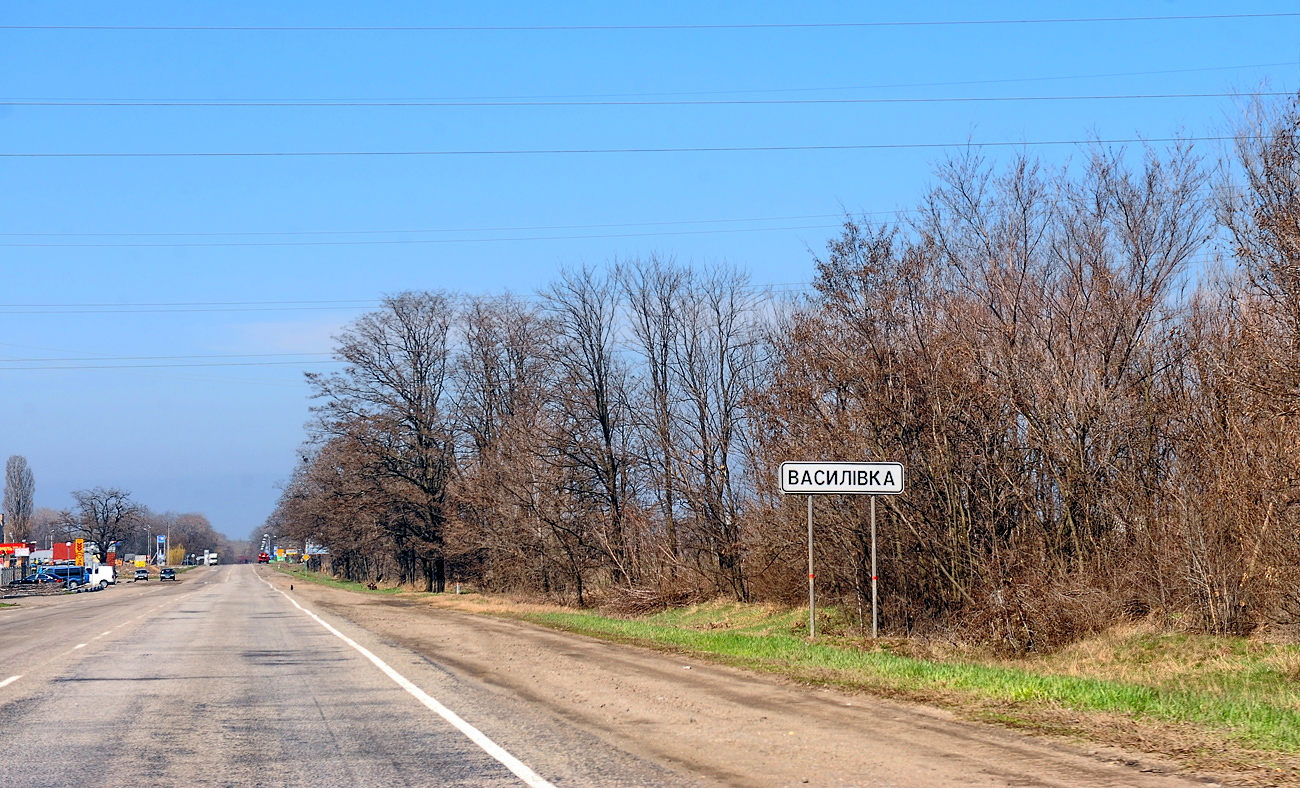
Покажчик при в'їзді в місто

Місто Василівка розташоване за 58 км від обласного центру, на лівому березі річки Карачокрак, яка через 2,5 км впадає в Каховське водосховище (річка Дніпро), вище по течії на відстані 1 км розташоване село Підгірне. Через місто проходять автомобільні дороги М18 E105, Р37, Т 0817 та залізниця, станція Таврійськ. У північно-захіній частині міста балки Злодійська та Скотовате впадають у річку Карачокрак.

## Історія

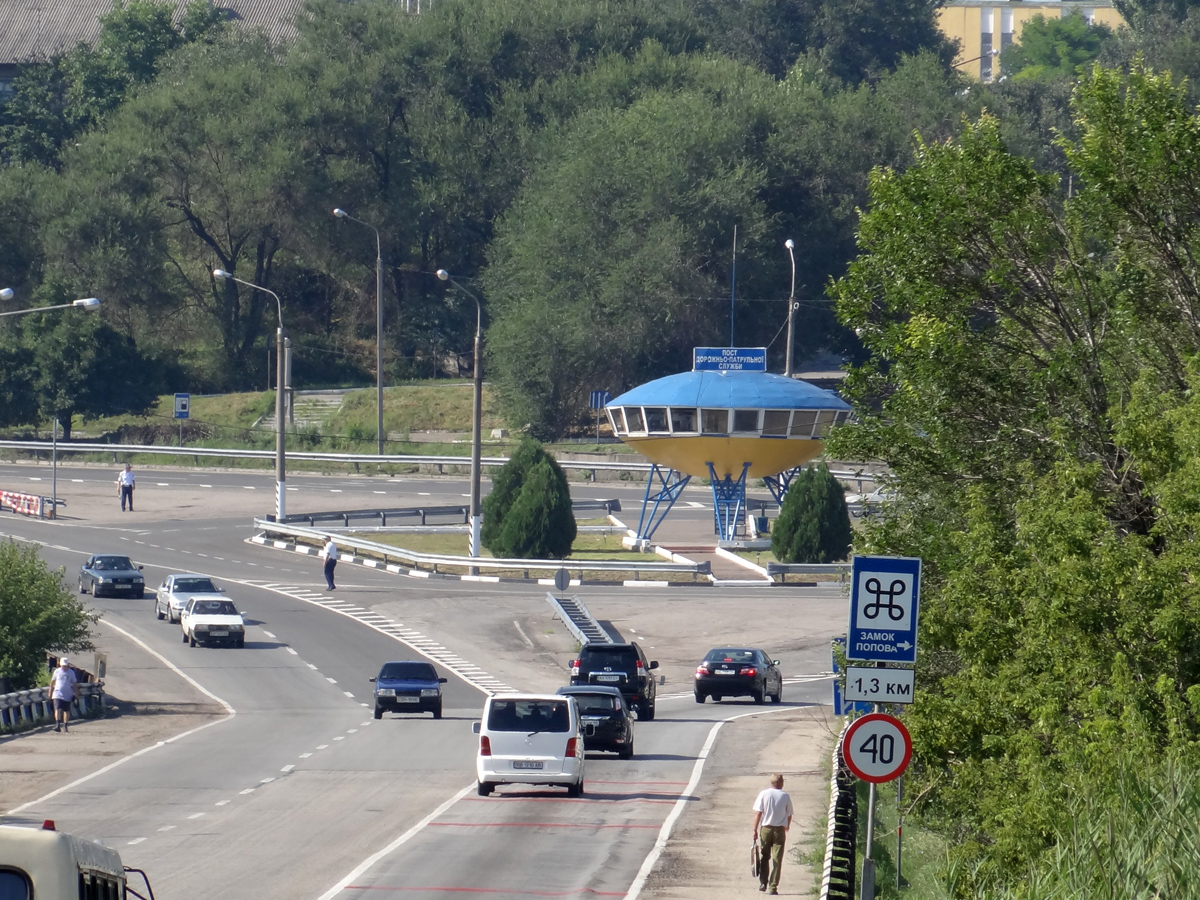
Перехрестя автошляхів та

На околицях міста, біля підніжжя Лисої гори, розкопано могильник доби неоліту (V тисячоліття до н. е.), де виявлено понад 30 поховань. Поблизу могильника знайдено рештки поселення доби пізньої бронзи (І тисячоліття до н. е.).
У 1775 році після ліквідації Запорозької Січі почався процес розподілу Запорозьких земель у власність поміщикам.
Одним із перших у черзі на нові землі, зокрема на ті, що знаходились на колишній татарській території нижче річки Кінської, був Василь Попов — управитель канцелярії Григорія Потьомкіна. 27 липня 1783 року Василь Попов отримав землі, які були розмежовані, були видані межова книга і план. Всього Попов отримав 43 тисячі десятин землі. За ім'ям власника отримала назву слобода Василівка, у володінні перебували також поселення Янчекрак (з 1945 року — с. Кам'янське), Карачокрак, Скельки, Маячка, надалі Еристівка та інші.
Поміщик переселив у Василівку чимало кріпаків з своїх маєтків на Катеринославщині, Чернігівщині, Полтавщині, а також кілька кріпацьких родин, куплених у Курській губернії. Одночасно йшло поступове покріпачення поселенців-старожителів. Поміщик примусив їх платити оброк, який згодом замінив відробітком. Селяни працювали на нього кожного третього, потім другого тижня, а далі — до 5 днів на тиждень. Василівці мали невеличкі земельні наділи — до 3 десятин на ревізьку душу, які обробляли вручну чи запрягаючи корів. Різниця між переселеними кріпаками і покріпаченими селянами швидко зникала.
З 1791 року в слободі Василівка почалось активне будівництво. У 1796 році після смерті Катерини II і приходу на престол імператора Павла I, Василь Попов направився у 1799 році у свій маєток. Наприкінці XVIII століття Василівка починає розростатися. У 1837 році у Василівці, Янчокраку, Карачокраку і Скельках, що належали Попову, налічувалося 3782 кріпаки.
Порівняно з сусідніми селами Василівка розвивалася швидше, бо була розташована біля переправи через річку Карачокрак, на шляху до Криму. У 1820—18З0 роках XIX століття поміщик збудував тут декілька заводів — цегельний, винокурний і по випалюванню вапна. У Василівці, яку 1831 року було переведено до категорії містечок, містилася головна контора управління всіма маєтками Попова. Економія поступово перетворювалася на велике феодально-кріпосницьке господарство. Провідними галузями були вівчарство і зернове господарство. Вироблювану продукцію вивозили до Криму, а звідти — за кордон. Лише у 1847 році вовни було продано 1850 пудів.

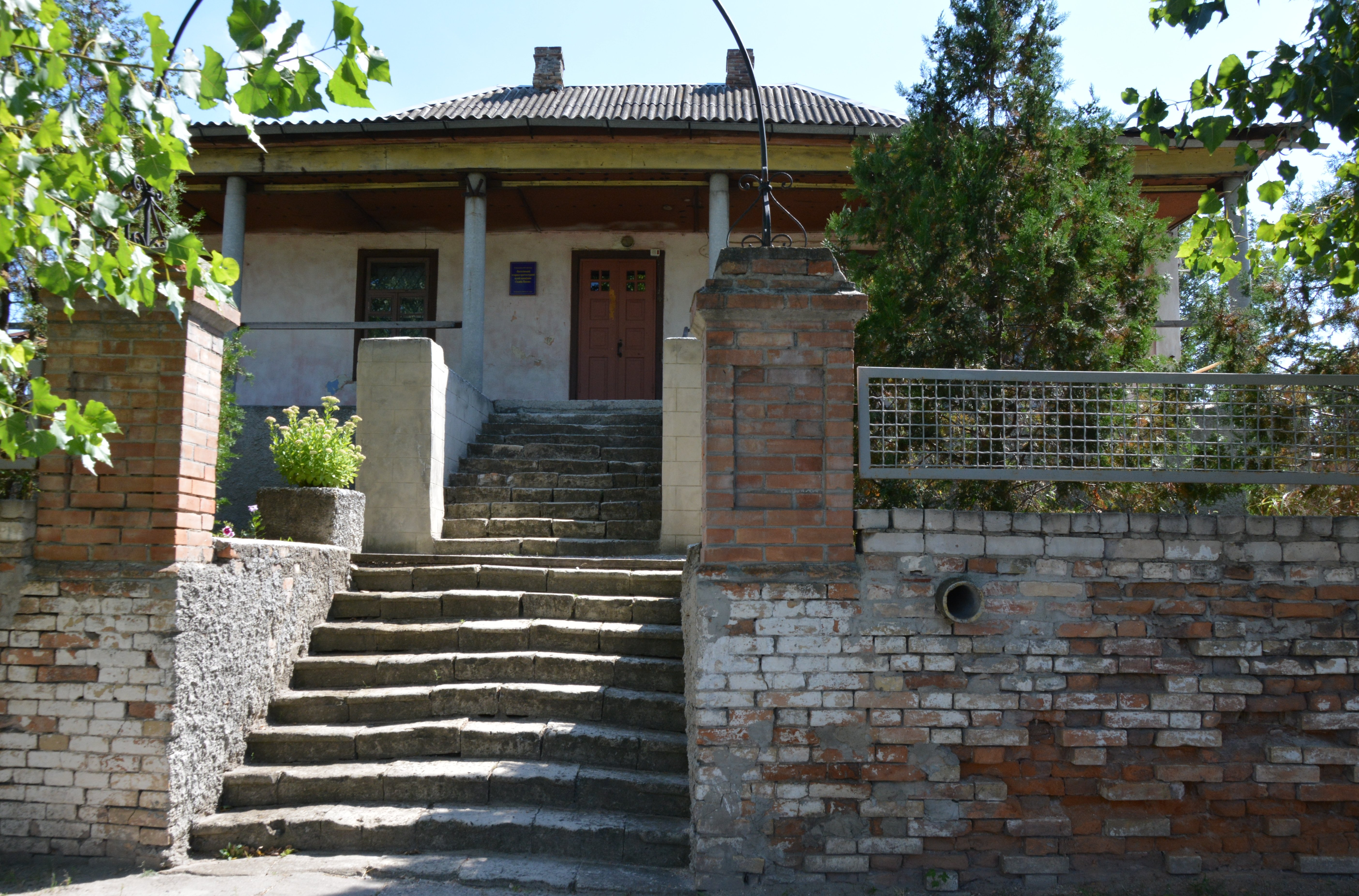
Маєток поміщика

Поміщик швидко збагатів. Напередодні скасування кріпосництва нащадки Попова володіли в Мелітопольському повіті 14 тис. десятинами землі. У Василівці налічувалось близько 300 селянських подвір'їв та 1,9 тис. мешканців. За реформою 1861 року кріпаки дістали «голодну волю». Селяни втратили майже З0 відсотків землі, якою користувалися до 1861 року. Значна кількість ревізьких душ одержала т. зв. дарчі наділи — 1,5 десятини. За повний подушний наділ, тобто 6,5 десятини, селянин мусив за 2 роки сплатити поміщикові 30 крб., а потім протягом 49 років вносити в казну по 7 крб. 20 коп. Отже, наділ коштував 382 крб. 80 коп. — майже по 60 крб. за десятину, тоді як її ринкова ціна не перевищувала 14—15 крб. Не маючи коштів на сплату поміщикові викупних платежів, більшість селян мусила відробляти панщину. Попов сам визначав, скільки днів вони мали працювати на його ланах, і встановлював плату за робочий день.
19 лютого 1863 року василівці припинили виконання повинностей в економії, хоч і не змогли розрахуватися з поміщиком. На умовляння і погрози мирового посередника вони заявили, що не підуть більше на панщину. Тільки за допомогою поліції, солдатів Попову вдалося зламати опір колишніх кріпаків.

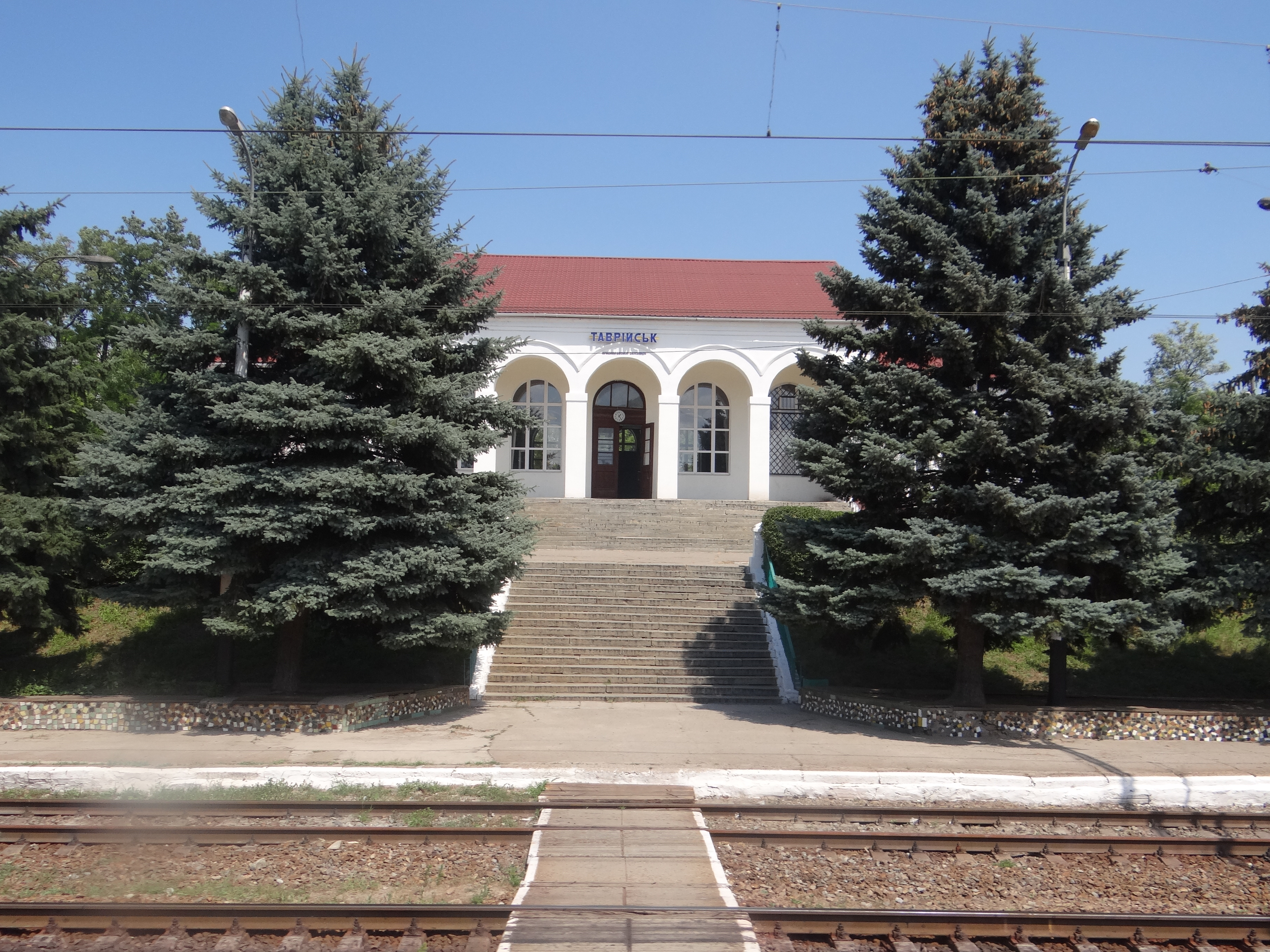
Вокзал станції Таврійськ

У 1874 році, з відкриттям Лозово-Севастопольської залізниці, яку прокладено через Василівку, і появою станції Попово, товарність і прибуток імення значно збільшилося.
Обтяжені платежами, численними податками, бідняцько-середняцькі маси села розорялися, убожіли. За даними перепису 1884 року, з 371 селянського господарства 45 не мали посівів, стільки ж засівали від 1 до 5 десятин, 95 дворів — від 5 до 10 десятин. Отже, 50 відсотків господарств були бідняцькими. Третина з них не мала тягла і майже всі були без інвентаря. Водночас 39 дворів засівали близько 50, а 7 — понад 50 десятин кожний. Вони ще й орендували 1630 десятин землі.
Станом на 1886 рік в містечку — центрі Василівської волості Мелітопольського повіту Таврійської губернії, мешкало 1910 осіб, налічувалось 325 подвір'їв, існували православна церква, синагога, школа, лікарня, 7 лавок, завод сельтерської води, спиртовий склад, постоялий двір, ренський погріб, відбувалось 3 ярмарки на рік: 21 березня, 20 червня та 26 вересня, базар по неділях. За 5 верст — постоялий двір. За 18 верст — школа. За 20 верст — школа.
У 1889—1894 роках один із нащадків Попова витратив 1,5 млн крб. на спорудження великої кам'яниці, яка мала вигляд середньовічного лицарського замку з гостроверхими баштами, банями і зубчастими стінами. У парку, закладеному ще кріпаками, було збудовано двоповерхову дачу, оранжерею. Парк пильно охоронявся, селянам було заборонено навіть наближатися до нього, «аби не псували пейзажу».
У період між двома буржуазно-демократичними революціями в Росії у Василівці ще більше посилилося класове розшарування селян. Із 811 дворів села безпосівних було 57 відсотків, а кількість господарств, що засівали лише по 5-7 десятин, збільшилася наполовину. Зростав прошарок сільських пролетарів. У 1914 році з 6344 жителів Василівки наймитів та членів їх сімей, що мешкали в поміщицькій економії, було понад 960 чоловік.
Різко загострилися суперечності між общинниками і землевласниками, що захопили близько 45 відсотків надільної землі і виходили на хутори. Крім того, 96 багатіїв орендували 60 відсотків землі бідняків, яким нічим було її обробляти. Їм же належало 60 відсотків купленої землі.
Незаможні селяни страждали від безземелля, злиднів і голоду, які тягли за собою хвороби. Медична допомога була вкрай недостатньою. Лікарня на 10 ліжок, де працювали лікар, фельдшер і акушер, обслуговувала населення усієї волості (понад 23 тис. чоловік).

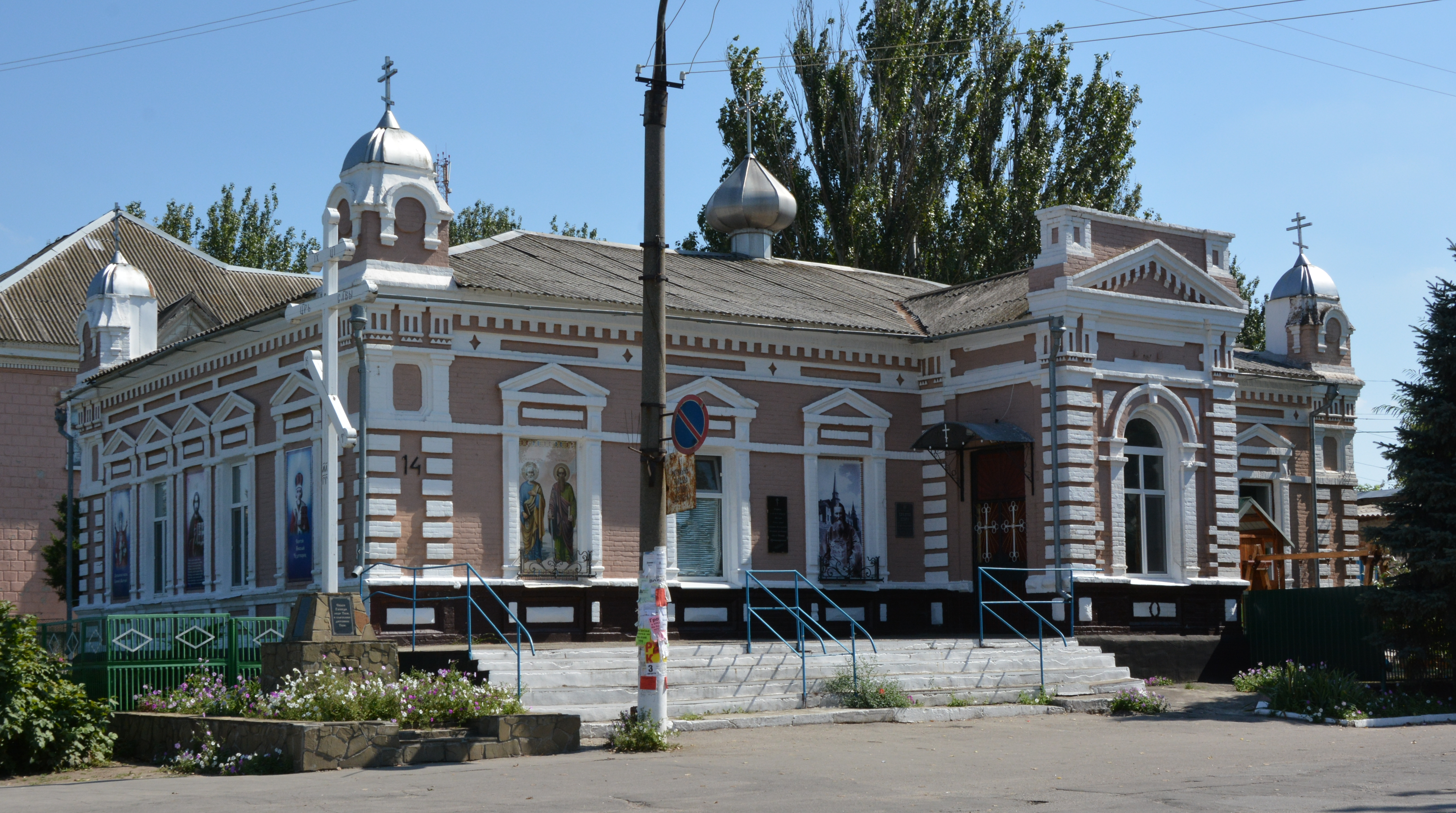
Колишня земська чотирикласна школа

Переважна більшість жителів була неписьменною. У 1870—1900 роках в містечку існували лише 2 земські та парафіяльна школи, де працювали 3 вчителі. Всього 12 % жителів уміли писати і читати, серед жінок — лише 4 %. У 1912—1914 роках земство відкрило у Василівці ще 2 однокласні училища.
У 1903 році в містечку почала працювати невеличка бібліотека, у якій налічувалось кілька сотень російських книжок. При школах також діяли маленькі бібліотечки, але і в них не було українських книжок.
Під час Першої світової війни чимало працездатного чоловічого населення було мобілізовано до армії; реквізовано понад 40 % робочої худоби. Майже подвоїлася кількість безкінних і однокінних господарств. Основною робочою силою стали жінки та підлітки. Значна частина землі не засівалася.
Після повалення самодержавства селянський рух у Василівці значно активізувався. Великий вплив на незаможників справили масові виступи проти Тимчасового уряду робітників Олександрівська, Мелітополя, Бердянська, Великого Токмака. Звідти до Василівки було направлено декількох більшовиків, зокрема М. І. Пахомова, які у серпні—вересні 1917 року проводили революційну агітацію в містечку. Тут організовано групу співчуваючих більшовикам, до якої входили С. В. Величко, П. Ф. Давидков, Т. А. Міщенко, Я. М. Смішко тощо.
Після Жовтневого перевороту розгорнулася боротьба за радянську владу і в Мелітопольському повіті. На початку грудня у Василівці створено волосну Раду селянських депутатів. До неї увійшли П. І. Мягкий, М. Ф. Малахов, Я. В. Стовба та інші. Проте поряд з Радою ще діяла волосна управа.
На початку січня 1918 року влада в містечку повністю перейшла до волосної Ради. Вона відкрила бібліотеку, читальню, дитячий садок і при ньому молочну ферму; проводила широку роз'яснювальну роботу серед селянства. Про її корисну діяльність 26 березня 1918 року писала харківська газета «Комуніст». Виконуючи рішення Мелітопольського повітового з'їзду Рад робітничих, солдатських і селянських депутатів від 22 січня 1918 року, Рада конфіскувала маєток поміщика Попова. В користування селян передано 33 тис. десятин землі, а також будівлі, худобу, сільськогосподарський реманент.

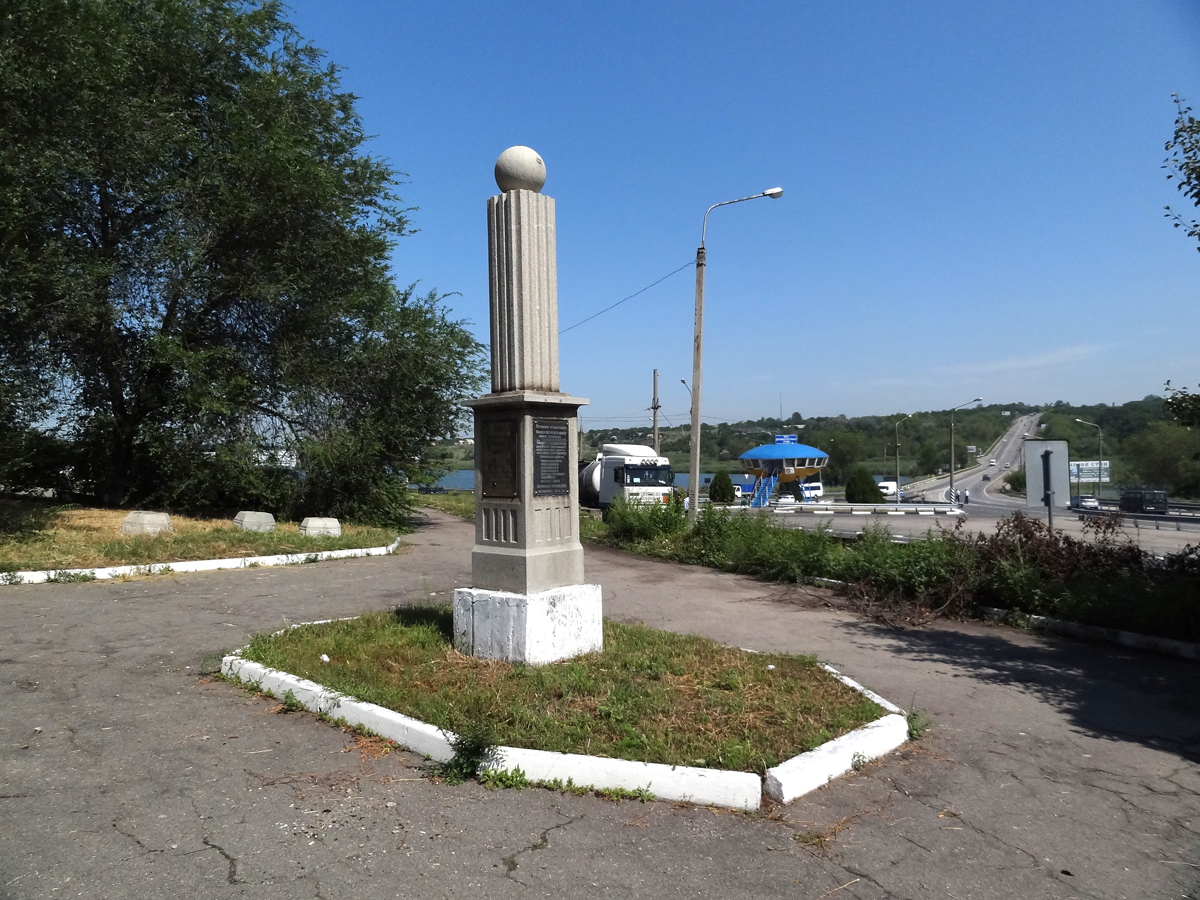
Пам'ятний знак

У цей буремний час Василівка неодноразово переходила з рук у руки. З квітня по кінець листопада 1918 року мирних жителів перебували під владою австро-німецьких війська, а з середини 1919 до початку 1920 років — денікінці. Білогвардійці закатували члена волревкому Є. Я. Семеренка, дружину голови волревкому М. Ф. Малахова та інших; забрали у Василівській волості 1250 коней, більшість возів, багато хліба тощо. 10 січня 1920 року частини 2-ї бригади 41-ї радянської дивізії встановили владу більшовиків. У липні 1920 року місто захопили врангелівці. На початку жовтня білі зігнали на майдан кількасот селян Василівки і на їх очах стратили 123-х полонених червоноармійців. За 4 місяці врангелівці розстріляли 482 чоловіка. Під час Голодомору 1932—1933 років померло щонайменше 219 жителів міста.

### Російсько-українська війна (з 2022)
Перебіг подій:
- В ніч на 1 березня 2022 року російські війська обстріляли місто, під обстрілом опинилися хірургічний та санітарний відділи місцевої Лікарні інтенсивного лікування, також снаряди влучили на територію школи, згодом місто опинилось в окупації[5][6].
- 14 березня внаслідок обстрілу військами РФ очисних споруд Експлуатаційного цеху водопостачання та водовідведення у селі Верхня Криниця було зруйновано кілька об'єктів інфраструктури, окрім адміністративної будівлі, пошкоджено лінію електроживлення та зруйновано будівлю каналізаційної насосної станції № 1, що подає стічні води міста на очисні споруди каналізації[7].
- 27 квітня росіяни затвердили Романиченко Наталію Олександрівну як самопроголошеного міського голову при тимчасовій окупаційній адміністрації міста. Згодом росіяни облаштували катівню у місті для тиску на цивільних[8].

У період окупації над Василівського міською радою майорів український прапор 54 дні.
- ⁠Василівка — перше місто на півдні України, яке дало відсіч російським окупантам.
- Через Василівку та старостинські округи Скельки, Підгірне, Верхня Криниця та Кам'янське пролягала «ДОРОГА ЖИТТЯ», якою евакуювалися понад мільйона біженців з півдня і сходу України Донецької, Запорізької та Херсонських областей.
- ⁠Василівська міська територіальна громада, село Кам'янське  стало форпостом перед обласним центром. Завдяки мужності і відвазі ЗСУ, ціною життя героїв, руйнації села Кам'янське на 99 % ворог не просунувся до обласного центру.
- Село Кам'янське було тривалий час місцем обміну військовополонених.
- В селі Кам'янське до загострення бойових дій щомісяця проходила ротація місії МАГАТЕ.
- 12 липня 2025 року МіГ-29 Збройних сил України двома високоточними авіабомбами GBU-62 (з JDAM-ER) знищив автомобільний міст через річку Карачокрак у тимчасово окупованій Василівці російськими загарбниками. Автомобільний міст був ключовою ланкою постачання окупаційного угруповання біля села Кам'янське. Авіаудар став можливим після знищення систем ППО РФ, зокрема ЗРК «Бук»[9].

## Населення

### Чисельність
| 1939     | 1959     | 1970     | 1979     | 1989     | 2001     | 2003     |
| -------- | -------- | -------- | -------- | -------- | -------- | -------- |
| 5 620    | ▲ 11 009 | ▲ 13 539 | ▲ 15 787 | ▲ 16 325 | ▼ 15 592 | ▼ 15 429 |
| 2004     | 2005     | 2006     | 2007     | 2008     | 2009     | 2010     |
| ▼ 15 005 | ▼ 14 816 | ▼ 14 629 | ▼ 14 477 | ▼ 14 365 | ▼ 14 267 | ▼ 14 210 |
| 2011     | 2012     | 2013     | 2014     | 2015     | 2016     | 2017     |
| ▼ 14 134 | ▼ 14 059 | ▼ 13 996 | ▼ 13 875 | ▼ 13 777 | ▼ 13 683 | ▼ 13 543 |
| 2018     | 2019     | 2020     | 2021     | 2022     |          |          |
| ▼ 13 381 | ▼ 13 166 | ▼ 12 971 | ▼ 12 771 | ▼ 12 567 |          |          |

### Національний склад
Національний склад населення за даними перепису 2001 року:
| Національність  | Відсоток |
| --------------- | -------- |
| українці        | 82,30%   |
| росіяни         | 14,99%   |
| вірмени         | 0,64%    |
| білоруси        | 0,55%    |
| болгари         | 0,46%    |
| інші/не вказали | 1,06%    |

### Мовний склад
Рідна мова населення за даними перепису 2001 року:
| Мова            | Чисельність, осіб | Доля   |
| --------------- | ----------------- | ------ |
| Українська      | 11 958            | 77,11% |
| Російська       | 3 376             | 21,77% |
| Вірменська      | 72                | 0,46%  |
| Ромська         | 24                | 0,16%  |
| Білоруська      | 19                | 0,12%  |
| Болгарська      | 14                | 0,09%  |
| Інші/Не вказали | 44                | 0.29%  |
| Разом           | 15 507            | 100%   |

## Економіка
- Василівський елеватор.
- Завод «Оліс».

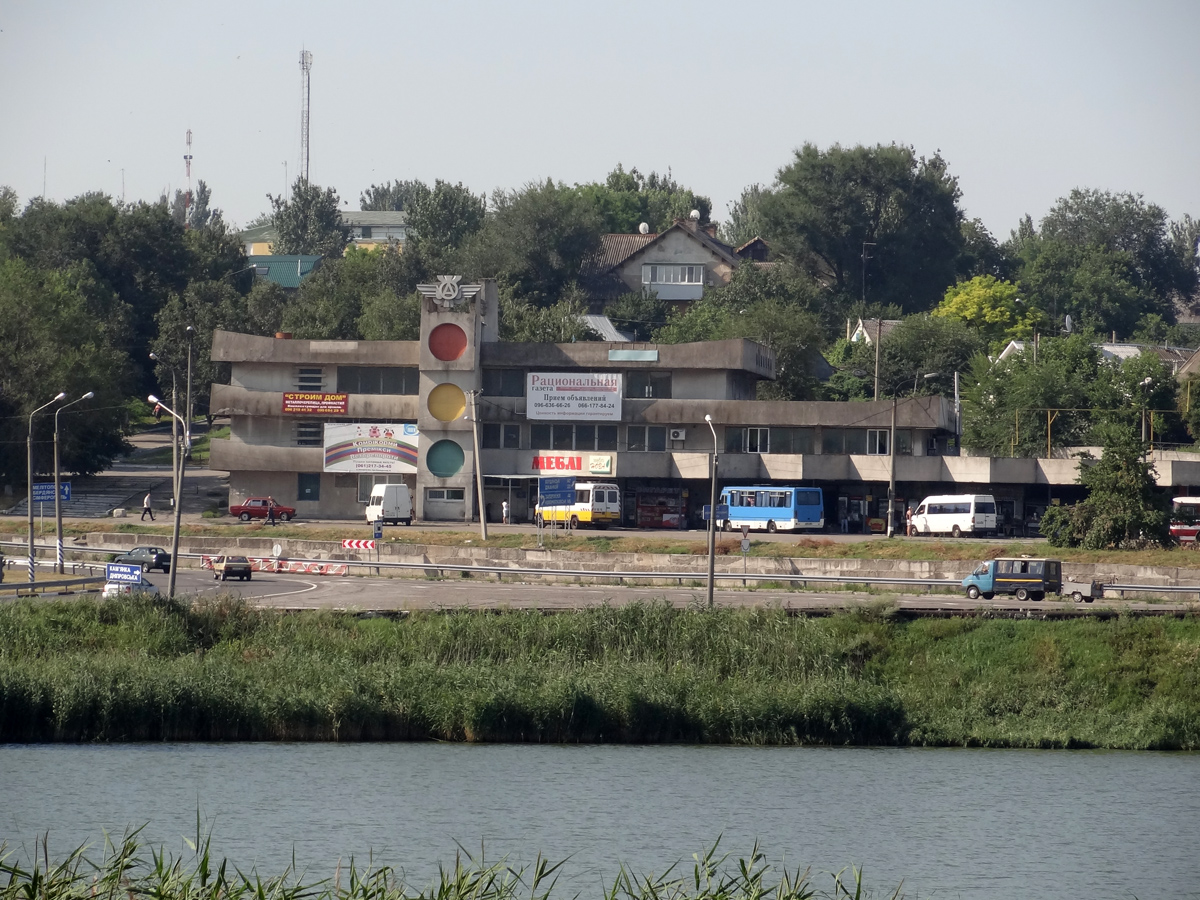
Василівський автовокзал

- Василівський авторемонтний завод, ВАТ.
- Василівський завод технологічного обладнання.
- Василівський завод «МК» (MIDA)

## Об'єкти соціальної сфери
- Загальноосвітня школа № 1
- Василівська гімназія «Сузір'я»
- Загальноосвітня школа № 3

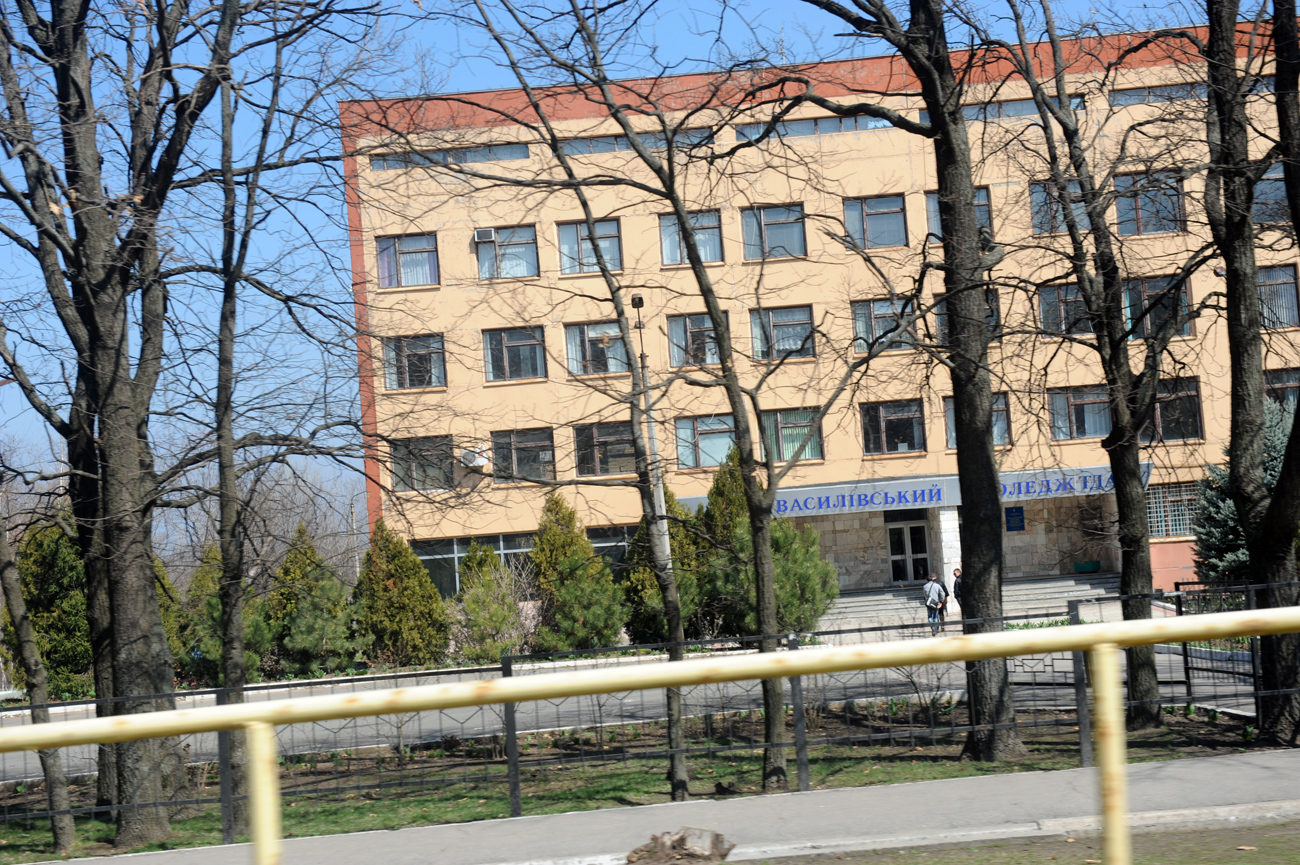
Василівський коледж ТДАТУ

- Школа-інтернат для дітей з дефектами розумового розвитку
- 4 дитячих садочки
- Василівський професійний ліцей
- Музична школа
- Василівський коледж ТДАТУ
- Центральна районна лікарня.
- Міжрайонний протитуберкульозний диспансер.
- Фізкультурно-оздоровчий комплекс (ФОК)
- Василівська центральна районна бібліотека для дорослих
- Василівська районна бібліотека для дітей
- Василівський духовий оркестр «Злагода»

## Транспорт

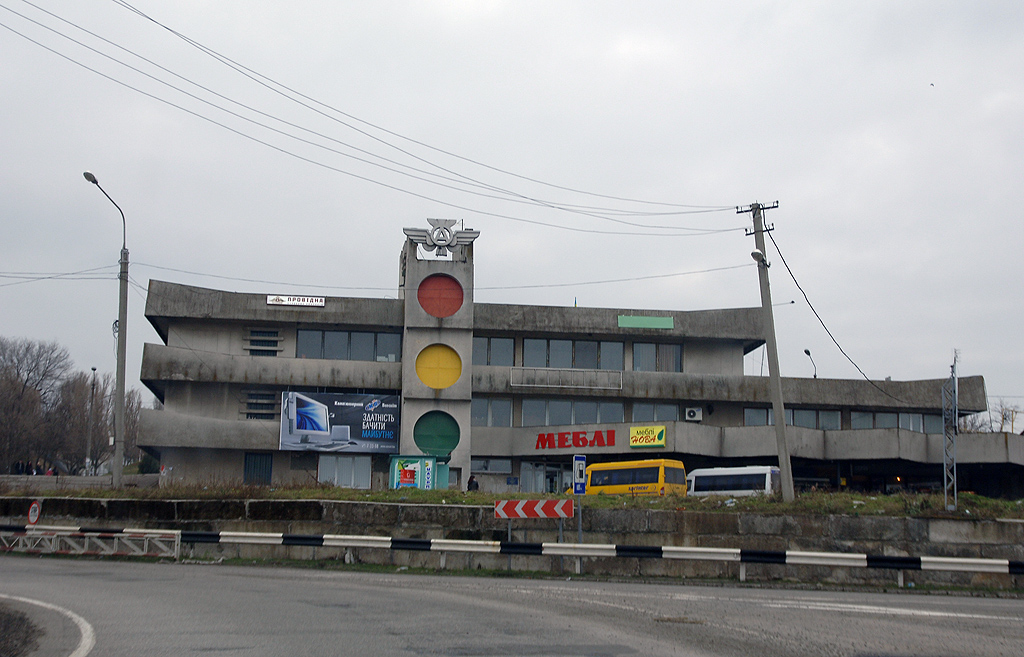
Автовокзал

Через місто проходять автошляхи М18E105 Харків — Сімферополь, Р37, Т 0817 та залізниця Харків — Запоріжжя — Сімферополь. Станція Таврійськ, Придніпровської залізниці є вузловою, від станції відгалужується залізнична лінія, що прямує до міст Дніпрорудне та Енергодар.

## Пам'ятки

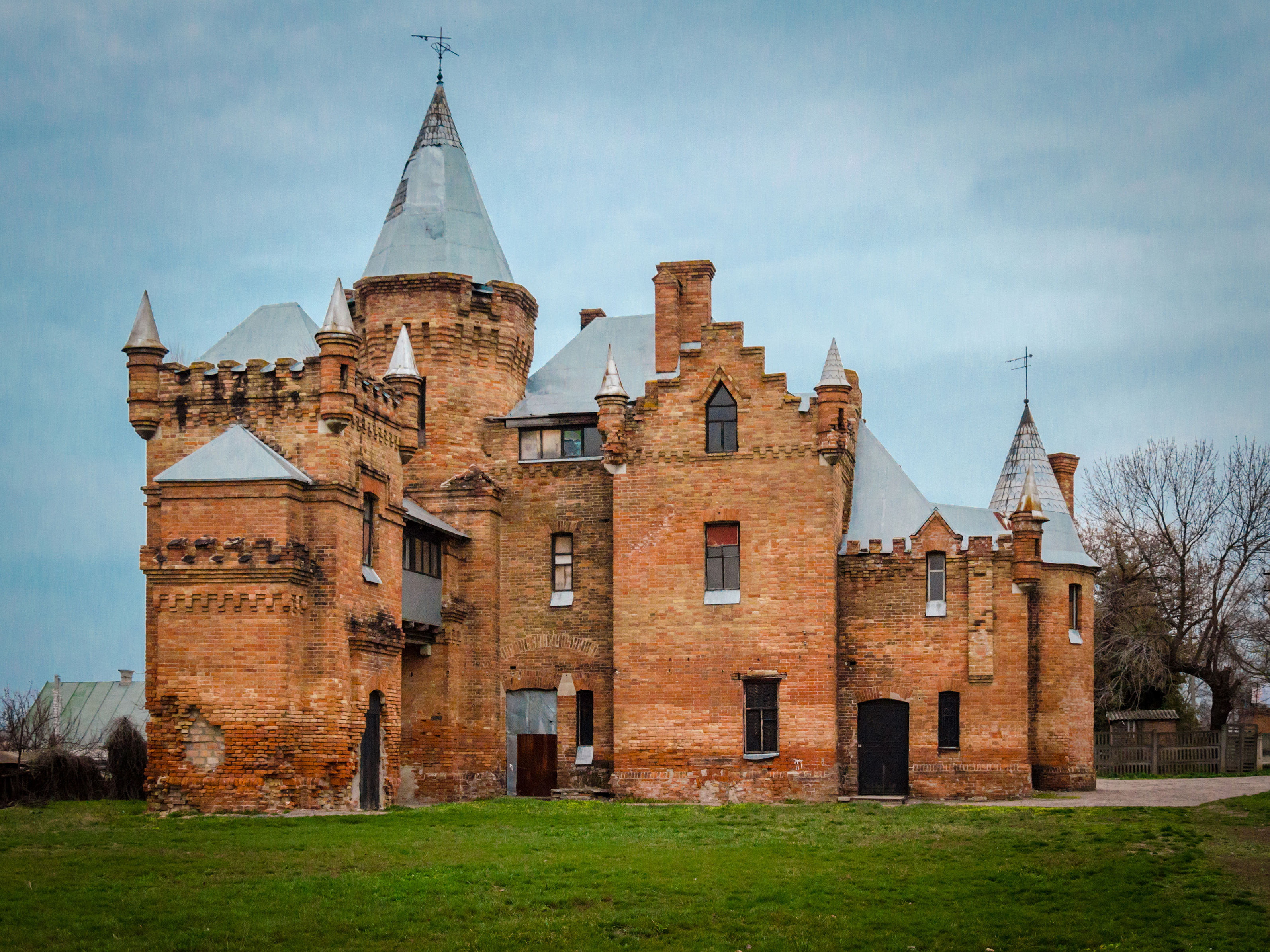
Флігель Садиби Попова

У Василівці знаходиться історико-архітектурний музей-заповідник «Садиба Попова» з замком, збудованим у 1884 році архітектором Олександром Агеєнко.
У місті є приватний зоопарк, у якому 7 вересня 2011 року було поставлено незвичайний рекорд. Олександр Пилишенко — власник цього закладу, успішно завершив експеримент із 36-денного проживання у вольєрі з левом — левицею на ім'я Катя, яка в період експерименту народила 2 левенят. Це досягнення зареєстроване представником Книги рекордів України, і воно має всі підстави потрапити до Книги рекордів Гіннеса.
4 квітня 2017 року на засіданні архітектурно-містобудівної ради при управлінні містобудування та архітектури Запорізької облдержадміністрації був представлений проєкт зон охорони та план організації території Василівського історико-архітектурного музею-заповідника «Садиба Попова». Автори проєкту виходили з того, що Василівка повинна стати історичним населеним пунктом, який має цікаві архітектурні пам'ятники.

## Особистості
У Василівці народилися:
- Федоров Михайло Альбертович (нар. 21 січня 1991) — Міністр цифрової трансформації України
- Всеволожський Михайло Миколайович (1917—2000) — Герой Соціалістичної Праці.
- Давидков Віктор Йосипович (1913—2001) — генерал-полковник авіації, Герой Радянського Союзу.
- Лещенко Олексій Якович (1906—1970) — радянський військовий, в 1941—1942 рр. командир 35-ї берегової батареї, у післявоєнний час — письменник.
- Митрога Ігор Федорович (1970—2015) — солдат Збройних сил України, учасник російсько-української війни[29].
- Січко Валентина Степанівна (1948) — бандуристка, заслужений працівник культури України, відмінник освіти України.

Похований Ігнатенко Ігор Павлович (1963—2019) — старший солдат Збройних сил України, учасник російсько-української війни.